# Північне Тапті
Північне Тапті – індійське офшорне газове родовище, виявлене у Камбейській затоці Аравійського моря.
Вуглеводні на Північному Тапті виявили у 1979 році унаслідок спорудження розвідувальної свердловини самопідіймальною буровою установкою «Sagar Samrat», яка обслуговувала Oil and Natural Gas Company (ONGC). Через неочікувано високий пластовий тиск роботи довелось припинити, проте до них повернулись пізніше, так що офіційна дата відкриття родовища припадає на 1983 рік.
Поклади газу знаходяться на глибинах від 550 до 900 метрів у відкладах олігоцену та міоцену, в пісковиках формацій Даман (сформувались в умовах прибережної рівнини у флювіальних та припливних каналах) і Махім (припливно-відпливні та естуарійні відклади в умовах морського мілководдя). Материнські породи відносяться до сланцевої формації Панна (також відома як «камбейська сланцева формація»), що сформувалась у палеоцені – еоцені. 
Запаси родовища оцінили у 4,1 млрд м3.
ONGC почала видобуток з Північного Тапті лише у 2012 році. Розробку родовища, яке знаходиться в районі з глибинами моря від 8 до 35 метрів, організували за допомогою двох платформ NTP-1 та NTP-2. Їх виготовили у Джебель-Алі (ОАЕ) на верфі компанії Lamprell та доправили на родовище на баржах. Загальна вага конструкцій кожної з платформ перевищувала 2000 тон, з яких 1000 тон припадала на опорну основу (джекет) і 600 тон на надбудову з обладнанням (топсайд). 
Видача продукції відбувається по перемичці до платформи родовища Лакшмі.